# Антоній Поровський
Антоні Поровський (пол. Antoni Porowski; нар. 14 березня 1984, Монреаль) — польсько-канадський актор, модель, кухар і телезірка.

## Біографія

### Ранні роки
Народився в Монреалі, є сином поляка, який іммігрував до Канади разом з двома доньками. Вивчав польську, англійську та французьку мови. Коли йому було 12 років, переїхав із сім'єю до Глейд Спрінгз. Через кілька років повернувся в Монреаль, де вивчав психологію в Університеті Конкордії. Закінчивши навчання, переїхав до Нью-Йорка, де почав займатися акторською майстерністю. За цей час навчився готувати, а з часом став професійним кухарем.

## Кар'єра
Під час перебування в Нью-Йорку, відвідував прослуховування фільмів і серіалів. Знявся у таких фільмах, як «Всі закоханості Елліот» (2012), «Татів хлопчик» (2016), «Кривавий серфінг» (2017) «The Pretenders» (2018). Зіграв роль Адама Бандровського у короткометражному документальному фільмі «Батьку».
Зіграв епізодичну роль офіцера в серіалі «Чорний список» (2014).

### Інші починання
Працював шеф-кухарем у сімейному ресторані. Пізніше став менеджером суші в ресторані BondSt і був особистим шеф-кухарем Теда Аллена, кулінарного експерта та ведучого програми «Chopped» в Food Network.
З лютого 2018 року є фахівцем з гастрономії в програмі Netflix «Queer Eye».
Керує магазином антикварних меблів

## Особисте життя
Був у стосунках з Джої Крітмеймером, з яким розлучився в жовтні 2018 року після більш ніж семи років стосунків. Наразі зустрічається з Траксом Ленхоффом.